# Darr Smith
Darr Smith (1998) es un deportista estadounidense que compite en triatlón. Ganó dos medallas en el Campeonato Panamericano de Triatlón, oro en 2023 y plata en 2024.

## Palmarés internacional
| Campeonato Panamericano | Campeonato Panamericano | Campeonato Panamericano | Campeonato Panamericano |
| Año                     | Lugar                   | Medalla                 | Prueba                  |
| ----------------------- | ----------------------- | ----------------------- | ----------------------- |
| 2023                    | Huatulco (México)       | Medalla de oro          | Relevo mixto            |
| 2024                    | Miami (Estados Unidos)  | Medalla de plata        | Individual              |